# Frank W. Applebee
Frank Wilberforce ("Pa") Applebee (Shoreditch, 1862 – Epping, 11 januari 1941) was een Brits motorcoureur uit het begin van de 20e eeuw.

## Biografie
Frank W. Applebee was aanvankelijk wielrenner omdat dat in zijn jeugd de snelste sport was. Hij moet een verdienstelijk rijder zijn geweest; een foto uit 1895 toont hem te midden van vele prijzen. 
In 1905 nam hij deel aan de Brighton Motor Week met een Rex, waarin hij tweede werd met een handicap van 10 seconden. In 1906 nam hij deel aan de jaarlijkse races van de Auto-Cycle Union in Canning Town. Hij werd tweede in de vijf mijl lange "Tourist Handicap race" met een handicap van 45 seconden.
Het eerste grote succes van Frank W. Applebee dateert van de allereerste Tourist Trophy op het eiland Man in 1907. De TT werd in die tijd in twee klassen gereden: één- en tweecilinders. Frank W., die toen al ca. 45 jaar oud was, startte met een Rex in de eencilinderklasse, maar hij vormde een team met zijn zoon Frank en Oliver Godfrey, die met Rex tweecilinders reden. "Pa" Applebee werd in zijn klasse achtste op anderhalf uur van winnaar Charlie Collier. Zoon Frank en Godfrey finishten in hun klasse niet. In die tijd had hij al de bijnaam "Pa", vanwege zijn leeftijd. In juli 1907 vond er een Match race plaats tijdens de race meeting van de Essex Motor Club. Frank W. Applebee vertegenwoordigde Groot-Brittannië met zijn 3½ pk Rex en Martin Geiger kwam uit voor Duitsland met een NSU. Dit waren dezelfde motorfietsen die beiden in de TT hadden gebruikt. Geiger won de race met een grote voorsprong. In augustus 1907 namen vader en zoon Applebee deel aan de Six Days Trial (een betrouwbaarheidswedstrijd) van de ACU. Pa op de 3½ pk Rex eencilinder en Frank Jr. op de 6 pk Rex tweecilinder, maar beiden vielen uit. In 1908 werden de paasraces gehouden op Brooklands, het nieuwe hogesnelheidscircuit bij Londen. Frank W. Applebee nam deel met een 5 pk Rex, het resultaat is niet bekend. In juli won hij een gouden medaille bij de 1.400 km lange betrouwbaarheidsrit van Land's End naar John o' Groats. Op 21 januari 1909 vond de eerste kwartaalwedstrijd van de ACU plaats. Er was een 125 mijl lang traject uitgezet van Uxbridge naar Banbury en via een andere route terug. De wegen waren nog niet verhard en op veel plaatsen bevroren, maar toen het warmer werd ontstond overal modder. Op 17 mijl van de start, bij Dashwood Hill, was een tijdproef uitgezet die als non stop gereden moest worden. Frank W. Applebee slaagde daarin. In oktober 1909 vond er weer een wedstrijd in Canning Town plaats, waarin Frank W. Applebee derde werd. Pas in 1910 kwam Frank W. Applebee weer in de uitslagen voor, toen hij met een Centaur uitviel. Zoon Frank bleef in de jaren hierna deelnemen aan de TT en won in 1912 zelfs de Senior TT met een Scott.
In 1920 werd de "Lightweight" klasse toegevoegd aan de Junior TT. In de "Junior" reden 350 cc motorfietsen, maar de deelnemers in de "Lightweight" mochten niet meer dan 250 cc hebben en ze startten in de Junior TT. Levis stelde een team samen bestaande uit Frank W. Applebee, Gus Kuhn en Ronald Clarke. Clarke werd vierde in de totaalstand van de Junior TT, maar winnaar van de Lightweight klasse. Hij had de race zelfs makkelijk kunnen winnen, als hij niet bij Windy Corner een lekke band had gekregen, waardoor hij de race op een velg moest uitrijden. Een stukje verder, bij Keppel Gate, viel hij daardoor. Toch kwam hij binnen de 30 minuten limiet binnen, waardoor hij in de prijzen viel. Clarke werd na de streep vanwege uitputtingsverschijnselen naar het Nobles Hospital gebracht. Er namen slechts vier 250 cc rijders deel en volgens de "Isle of Man Examiner" van 19 juni 1920 waren de eerste drie plaatsen voor Levis-coureurs. Gus Kuhn werd tweede (zevende totaal) en Pa Applebee werd derde (negende totaal). Frank W. Applebee, inmiddels 58 jaar oud, kreeg de Nesbit Trophee voor de meeste moed en uithoudingsvermogen. In augustus 1920 nam hij nog deel aan de zesdaagse trial in Darlington, maar op de laatste dag viel hij in Brooklands uit door versnellingsbakproblemen. In 1924 wonnen zowel Pa Applebee (inmiddels 62 jaar oud) als Gus Kuhn nog gouden medailles in de Edinburgh Trial. Applebee reed toen nog steeds op een Levis, Gus Kuhn op een Calthorpe.